# Palazzo Moro Lin (San Polo)
Le palais Moro Lin, également connu sous le nom de palais Morolin Michiel Olivo, est un palais vénitien situé dans le quartier San Polo .

## Histoire
Le bâtiment, ainsi que le palais Moro Lin du même nom à San Marco, appartenaient à la famille Lin, l'une des plus anciennes familles patriciennes de Venise, engagée dans le commerce avec la Hollande, l'Espagne et l'Inde et admise au Maggior Consiglio en 1297.

## Description
Il s'agit d'un ancien bâtiment gothique divisé en trois étages : pé pian (rez-de-chaussée), soler nobile (deuxième étage) et le grenier soler (troisième étage). Sur le pé pian, sur sur la façade de l'édifice donnant  sur le Rio de San Polo, il y a trois entrées vers le canal ( porte da mar ) . La porte principale est à un arc en plein cintre et est située en position centrale tandis que les deux portes latérales sont plus petites et dotées d'architraves, et avaient à l'origine une fonction de service.
Sur le soler pian, on observe une promiscuité d'éléments architecturaux : sur le côté se trouve la fenêtre lombarde avec des paterae et des transennas polychromes, tandis qu'au centre de la façade principale se trouve la fenêtre Renaissance à trois meneaux avec des arcs en plein cintre, de part et d'autre de fenêtres archaïques à une seule baie. L'ensemble est complété par deux rondeaux à l'extrémité de la rosace typique.
Du côté de la rue Moro Lin et à côté de la cour Moro Lin, on peut voir une fenêtre trifore à l'extérieur de la grande cour,.

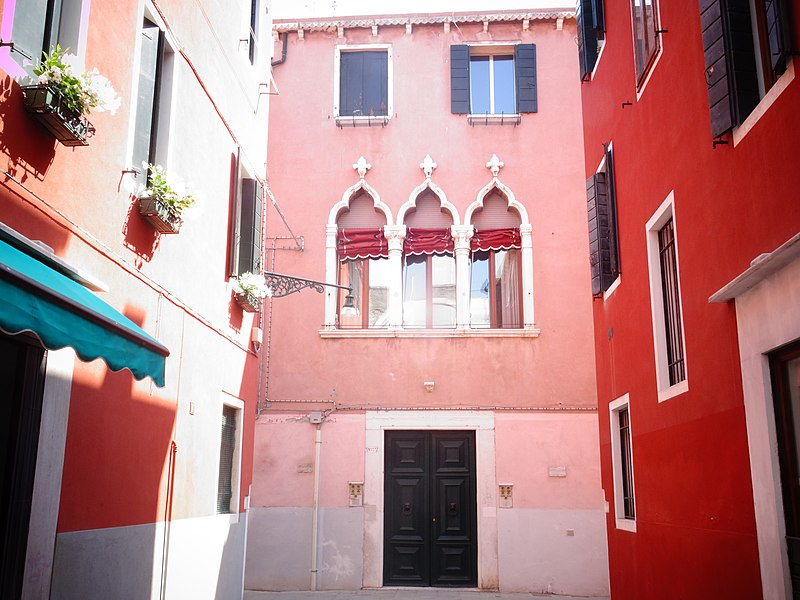
Façade du bâtiment de la Calle Moro Lin.